# Židovský hřbitov v Jindřichově Hradci
Židovský hřbitov v Jindřichově Hradci se nachází u sídliště Hvězdárna na jižním kraji města nad řekou Nežárkou. Je chráněn jako kulturní památka České republiky.

## Historie a popis
Hřbitov byl založen nejspíše roku 1400 a byl několikrát zvětšován, roku 1773 byl ohrazen kamennou zdí. V severní části stojí obřadní síň s původním zařízením, vozovnou a márnicí, kde vzniká expozice. Bývalý hrobnický domek je dodnes[kdy?] obýván správcem areálu.

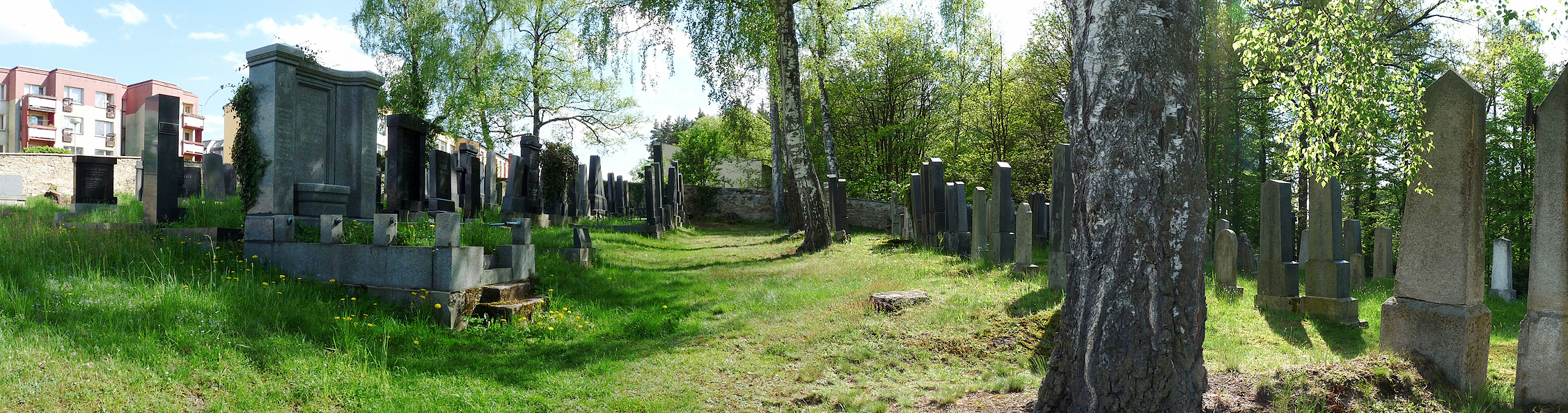

Nejstarší dochovaný náhrobek s tradiční kvadrátní formou pochází z roku 1638, mezi nejzajímavější kamenické práce patří manželský náhrobek tvaru Mojžíšových desek z první třetiny 18. století, dále dva náhrobky se symbolem kohanitských rukou z doby kolem roku 1770, a také náhrobek s Davidovou hvězdou z roku 1809. Pohřby zde probíhaly i po 2. světové válce.
Kromě sobot a židovských svátků je hřbitov přístupný veřejnosti, do budoucna[kdy?] se zde plánováno zřízení muzea. Ve městě stojí v původní židovské čtvrti budova bývalé synagogy.